# Lasioglossum veganum
Lasioglossum veganum är en biart som först beskrevs av Cockerell 1901.  Lasioglossum veganum ingår i släktet smalbin, och familjen vägbin. Inga underarter finns listade i Catalogue of Life.